# Etage X
Pour plus de détails, voir Fiche technique et Distribution.
Etage X est un court métrage allemand réalisé par Francy Fabritz, sorti en 2016.

## Synopsis
Deux dames dans la cinquantaine, se retrouvent coincées dans un ascenseur d'un grand magasin.

## Fiche technique
- Titre : Etage X
- Réalisation : Francy Fabritz
- Scénario : Francy Fabritz, Manuela Kay
- Producteur :
- Société de production : Académie allemande du film et de la télévision de Berlin (DFFB)
- Musique :
- Pays d'origine :  Allemagne
- Langue : allemand
- Genre : Drame, romance saphique
- Lieux de tournage : Allemagne
- Durée : 14 minutes
- Date de sortie :
  -  Suisse :
    - 6 août 2016 au Festival international du film de Locarno
    - novembre 2016 au Lesbischwules film festival de Lucerne

  -  France février 2017 au Festival international du court métrage de Clermont-Ferrand

## Distribution
- Eva Medusa Gühne : Hille
- Morgana Muses : Elsa